# Amonostherium echinatum
Amonostherium echinatum är en insektsart som först beskrevs av Alfred Serge Balachowsky 1930.  Amonostherium echinatum ingår i släktet Amonostherium och familjen ullsköldlöss.
Artens utbredningsområde är Frankrike. Inga underarter finns listade i Catalogue of Life.